# Волково (Слободской район)
Волково — село в Слободском районе Кировской области в составе Ленинского сельского поселения.

## География
Находится на расстоянии примерно 4 км на юго-запад от посёлка Вахруши.

## История
По преданию село возникло в XII веке. Известно с 1671 года как погост Ильинский с 7 дворами. С 1710 года отмечается уже как погост Волковский. В 1764 году здесь было учтено 24 жителя. В 1873 году в селе Волковское (или Волково) учтено было дворов 38 и жителей 250, в 1905 36 и 183, в 1926 62 и 353, в 1950 114 и 270. В 1989 году проживало 347 человек. Каменная Троицкая церковь построена была в 1779 году (ныне действует).

## Население
Постоянное население составляло 294 человека (русские 96 %) в 2002 году, 266 — в 2010.